# Mas el Soler (Sant Joan de Vilatorrada)
El Mas el Soler és una obra de Sant Joan de Vilatorrada (Bages) inclosa a l'Inventari del Patrimoni Arquitectònic de Catalunya.

## Descripció
Masia de planta rectangular amb el carener paral·lel a la façana principal orientada a ponent. L'edifici és un exemplar clàssic difícilment ampliable. En aquest cas es tracta d'una masia de mitjanes dimensions amb finestres balcons i obertures totalment simètriques.

## Història
Situada al peu del camí que uneix Santpedor amb Callús és una construcció del segle xviii.